# Neopachystola granulipennis
Neopachystola granulipennis là một loài bọ cánh cứng trong họ Cerambycidae.